# Rolde

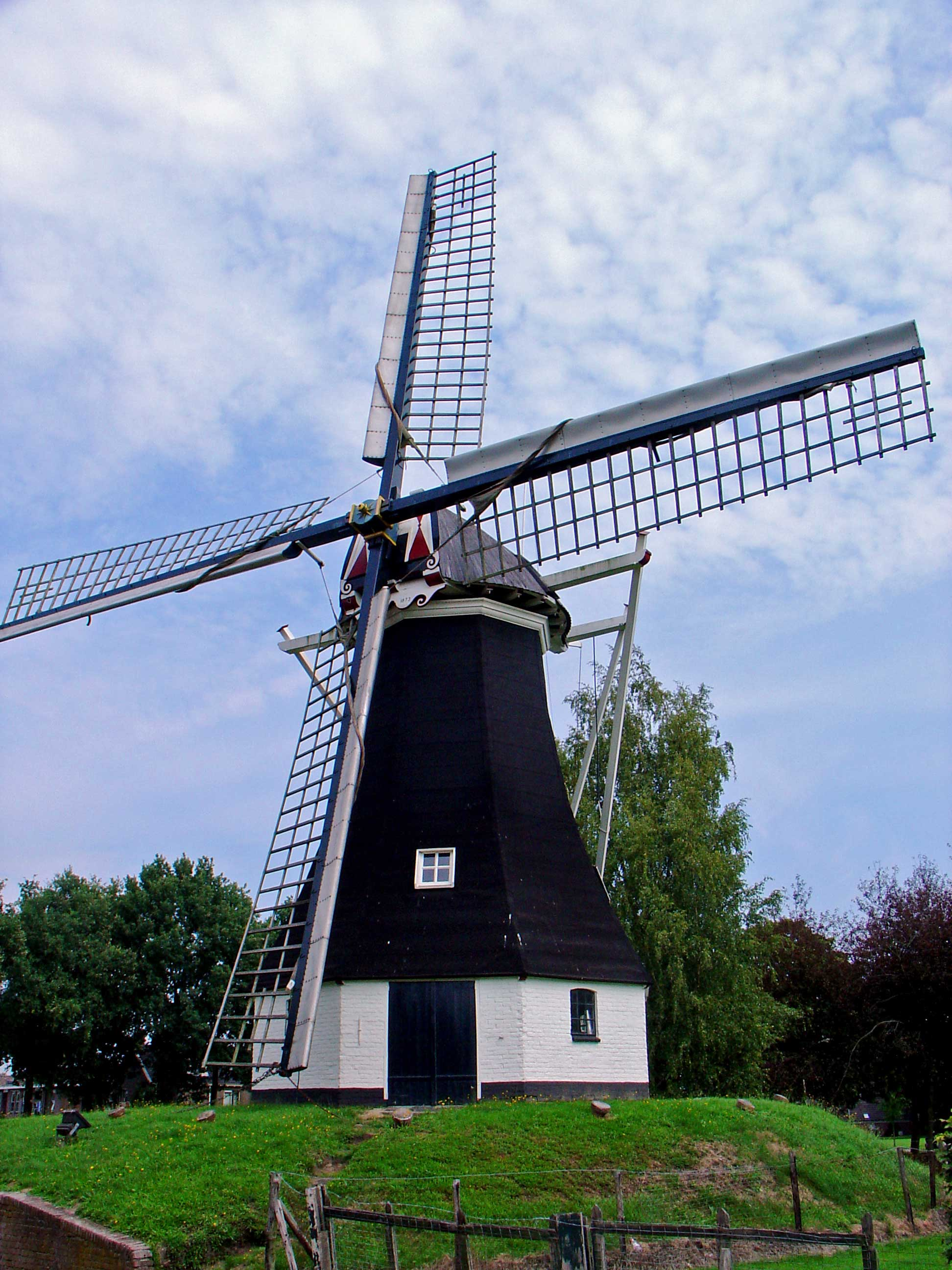
Mulino a vento a Rolde

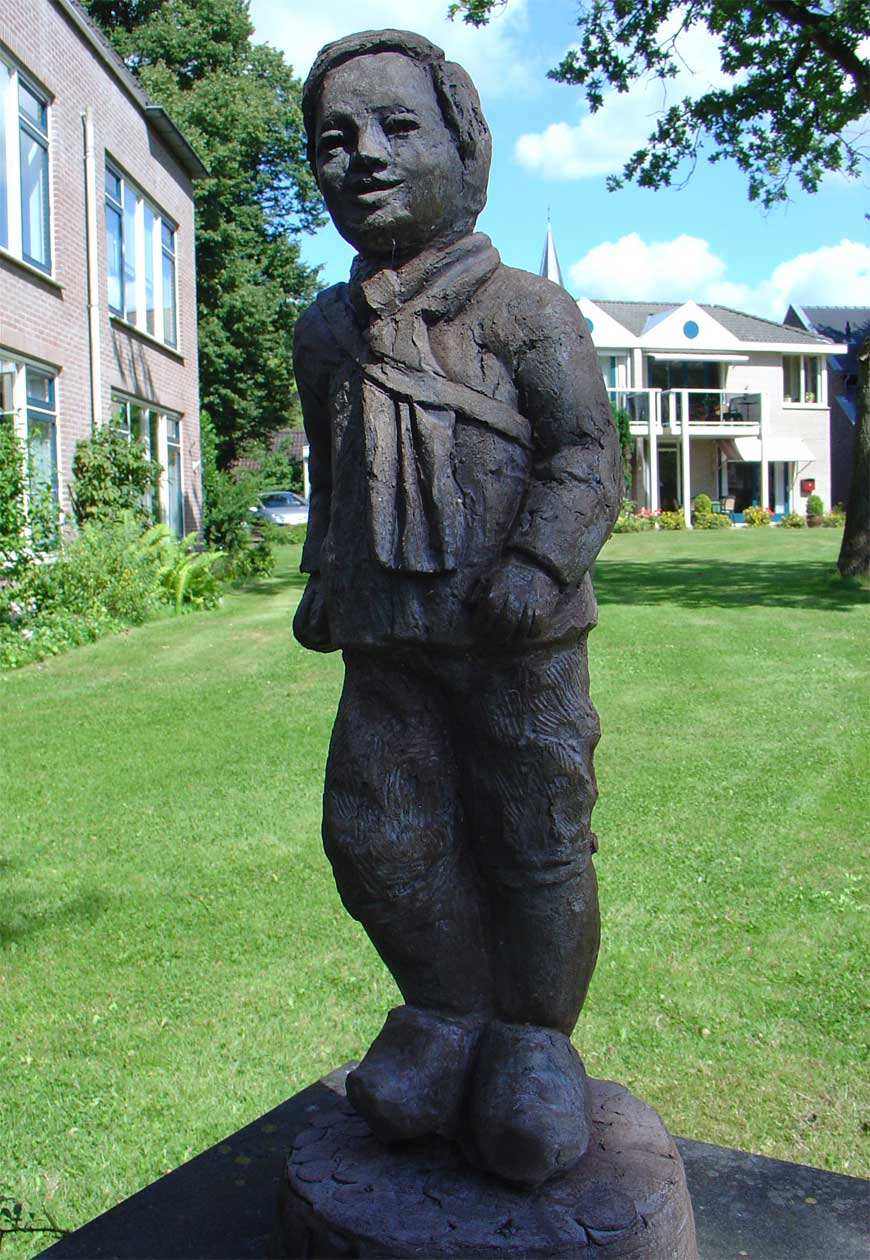
Una celebre scultura a Rolde: "Jampie" di Jaap Hartman

Rolde è una cittadina di circa 4.700 abitanti del nord-est dei Paesi Bassi, facente parte della provincia di Drenthe. Dal punto di vista amministrativo, si tratta di un ex-comune, dal 1998 inglobato nella municipalità di Aa en Hunze.

## Geografia fisica

### Collocazione
Rolde si trova nella parte settentrionale della provincia di Drenthe, a circa 6 km ad est di Assen.

## Società

### Evoluzione demografica
Rolde conta una popolazione pari a 4.685 abitanti, in maggioranza (il 34%) formato da persone comprese in una fascia d'età che va dai 45 ai 65.

## Storia
Nel corso del Medioevo, nella cittadina, segnatamente nel Ballooërkull, si teneveno dei processi.

## Stemma
Lo stemma di Rolde è formato da tre righe verticali, due di colore giallo, con una in mezzo di colore rosso. Nella riga centrale rossa, è raffigurata una spada con in cima una piccola croce, mentre in entrambe le righe di color giallo sono raffigurate due mani di color rosso chiuse, ma con l'indice e il medio rivolto verso l'alto.

## Archeologia
Nella cittadina sono stati rinvenuti dei tumuli preistorici.
In un parco situato dietro la chiesa di San Giacomo, si trovano ad esempio i dolmen D17 e D18. Quest'ultimo misura 13 metri in lunghezza ed è coperto da 7 pietre.

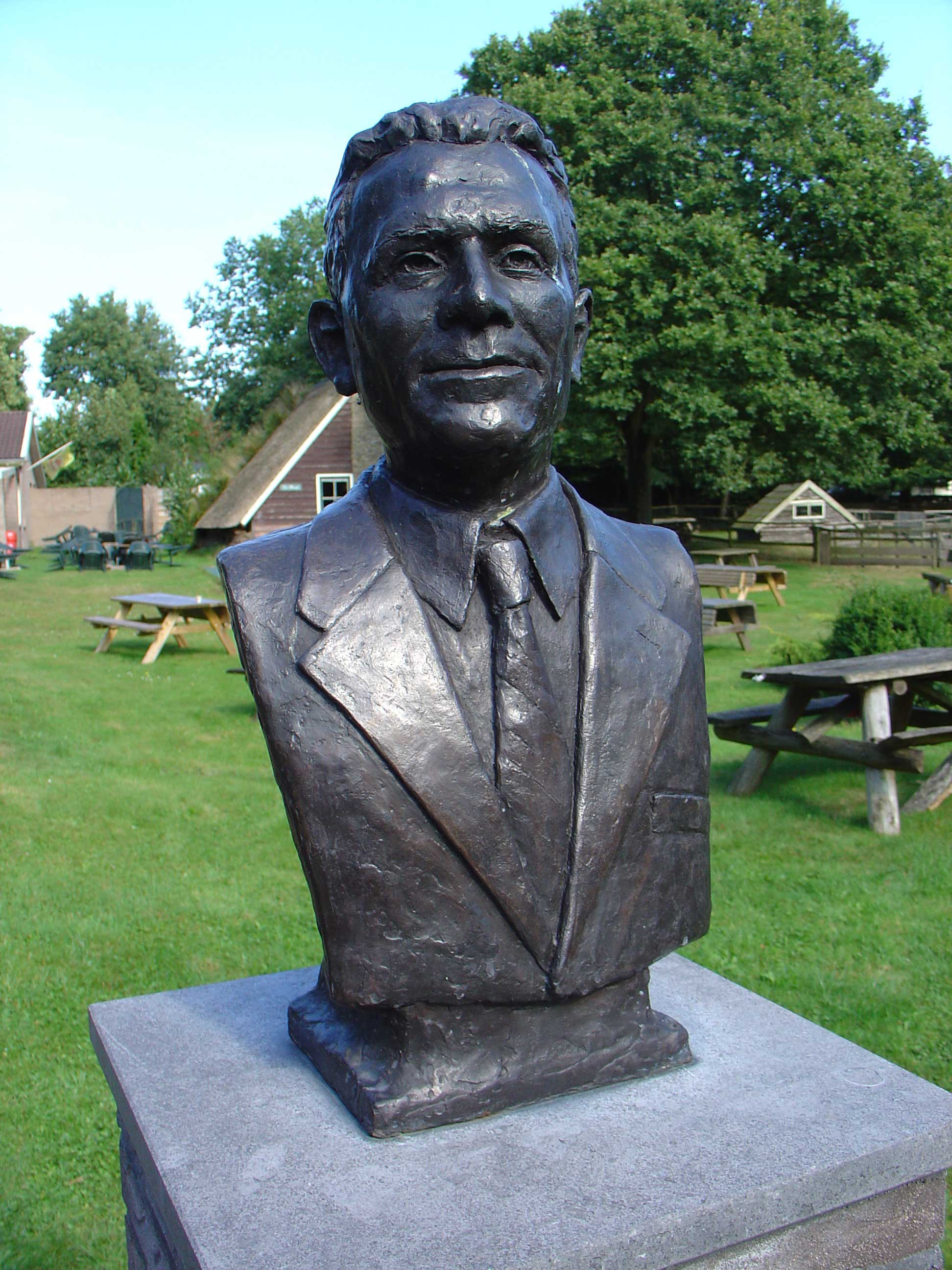
Busto di Anne de Vries, autore di Bartje

|  |

## Architettura

### Edifici d'interesse

#### Chiesa di San Giacomo
Tra i monumenti di Rolde, figura la Chiesa di San Giacomo, un edificio gotico del XV secolo.

#### Mulino
A Rolde si trova inoltre un mulino a vento, costruito nel 1853.

#### Musei
In una fattoria di Rolde è ospitato un museo, il Dorp van Bartje, dove sono esposti vari elementi legati alla storia della città, tra cui un dolmen, un centinaio di ferri da stiro antichi, ecc.

## Sport
- VV Rolder Boys, squadra di calcio[11]